# Lockheed CL-760
Lockheed CL-760 – amerykański, niezrealizowany projekt lekkiego samolotu szturmowego i obserwacyjnego firmy Lockheed. Samolot miał wziąć udział w konkursie Light Armed Reconnaissance Aircraft (LARA) na lekki uzbrojony samolot zwiadowczy i obserwacyjny. Projekt przegrał rywalizację, a zwycięzcą został Rockwell OV-10 Bronco. 

## Historia
W 1959 roku Korpus Piechoty Morskiej Stanów Zjednoczonych ogłosił zapotrzebowanie na nowy lekki samolot szturmowy przeznaczony do bliskiego wsparcia pola walki. Maszyna miała być zdolna do operowania z polowych lotnisk oraz dróg położonych blisko działań zbrojnych. Zainteresowanie podobnym samolotem zdolnym również do prowadzenia działań przeciwpartyzanckich ogłosiła United States Army. W 1963 roku do potencjalnych odbiorców nowego samolotu dołączyły United States Air Force oraz United States Navy. Z uwagi na liczbę zainteresowanych ogłoszono konkurs znany jako Light Armed Reconnaissance Aircraft na lekki samolot szturmowy, zdolny do prowadzenia działań przeciwpartyzanckich, rozpoznania taktycznego, zrzutu zaopatrzenia lub niewielkiego desantu. Wśród 11 konstrukcji, które wzięły udział w konkursie znalazł się zaprezentowany w marcu 1964 roku projekt firmy Lockheed. Jednakże już w sierpniu tego samego roku zwycięzcą konkursu ogłoszono projekt firmy North American Aviation znany pod oznaczeniem NA 300 (późniejszy OV-10). Projekt Lockheeda zakończony został na budowie pełnowymiarowej makiety. Miał być to metalowy górnopłat, ze stałym podwoziem i dwuosobową załogą w kabinie w układzie tandem, charakteryzujący się zwartą sylwetką. Maszyna napędzana miała być dwoma turbośmigłowymi silnikami Garrett TPE331 (oznaczenie wojskowe - Garrett T76). Uzbrojenie strzeleckie stanowiły cztery karabiny maszynowe kalibru 7,62 mm, umieszczone po dwa w dwóch sponsonach znajdujących się po obu stronach kadłuba, u dołu. Dodatkowo samolot miał być zdolny do przenoszenia uzbrojenia na zewnętrznych węzłach znajdujących się pod kadłubem i na zakończeniach skrzydeł. CL-760 miał być zdolny do przewozu ośmiu, w pełni uzbrojonych żołnierzy we wnętrzu kadłuba.